# Moradabad Pahari
Moradabad Pahari es una ciudad censal situada en el distrito de Delhi sudoeste,  en el territorio de la capital nacional,  Delhi (India). Su población es de 21502 habitantes (2011). 

## Demografía
Según el censo de 2011 la población de Moradabad Pahari era de 21502 habitantes, de los cuales 11364 eran hombres y 10138 eran mujeres. Moradabad Pahari tiene una tasa media de alfabetización del 90,49%, superior a la media estatal del 86,21%: la alfabetización masculina es del 93,29%, y la alfabetización femenina del 87,35%.